# Антуан Парачіні
Антуан Парачіні (фр. Antoine Parachini, 12 липня 1897, Жанвіль-сюр-Жуїн — 9 листопада 1963, Монтрей) — французький футболіст, що грав на позиції півзахисника.
Виступав, зокрема, за клуби «Олімпік» (Париж), «Сет», а також національну збірну Франції. Учасник Олімпійських ігор.

## Титули і досягнення
- Фіналіст Кубка Франції (2):

«Олімпік» (Париж): 1921
«Сет»: 1924
| Дата       | Місто  | Господарі | Результат | Гості   | Турнір           | Голи | Примітки |
| ---------- | ------ | --------- | --------- | ------- | ---------------- | ---- | -------- |
| 17/05/1924 | Париж  | Франція   | 1 – 3     | Англія  | товариський матч | -    |          |
| 27/05/1924 | Париж  | Франція   | 7 – 0     | Латвія  | ОІ 1924 - 1/8    | -    |          |
| 01/06/1924 | Коломб | Франція   | 1 – 5     | Уругвай | ОІ 1924 - 1/4    | -    |          |
| Усього     |        | Матчів    | 3         |         | Голів            | 0    |          |